# Sarıbelen
Sarıbelen ist ein Dorf in der Provinz Antalya im Landkreis Kaş. Es hat 1085 Einwohner (Stand: Ende 2022) und liegt auf einer Höhe von etwa 743 Metern. Der Strand des Mittelmeers befindet sich etwa sechs Kilometer südlich vom Dorf.
Das Dorf Sarıbelen hieß früher Sidek. Dieser Name ist wahrscheinlich griechischer Herkunft (Sidákê). Den türkischen Namen Sarıbelen erhielt das Dorf erst nach Gründung der Republik Türkei. In der Aufstellung der Dorfnamen durch das Innenministerium aus dem Jahre 1928 erscheint das Dorf noch unter seinem ursprünglichen Namen Sidek. In der Tabula Imperii Byzantini erscheint Sarıbelen als Sidake.